# Andrea Oggioni
Andrea Oggioni (Villasanta, 20 luglio 1930 – Monte Bianco, 16 luglio 1961) è stato un alpinista italiano.
(Dino Buzzati)

## Biografia

Andrea Oggioni con l'amico Walter Bonatti

Formatosi, come molti altri alpinisti lombardi, sulle pareti della Grigna, negli anni cinquanta Oggioni si impose come uno dei più forti alpinisti italiani, diventando il più giovane "accademico" del CAI. Compì numerose prime ascensioni sulle Alpi, inizialmente in dolomiti con l'amico Josve Aiazzi, successivamente insieme a Walter Bonatti sul massiccio del Monte Bianco. Nel 1961 partecipò a una spedizione monzese al Nevado Rondoy Nord (Ande di Huayhuash Peruviane), i suoi compagni erano: Walter Bonatti, Bruno Ferrario e Giancarlo Frigieri.
(Andrea Oggioni, rivolto a Walter Bonatti durante la "prima" al Pilastro Rosso di Brouillard)
Dallo sperone Walker alle Grandes Jorasses, dalla Nord-Est del Badile alla Ovest di Lavaredo, le salite con il grande amico Josve Aiazzi, con Bonatti, la Nord del Roseg con Mauri, la Livanos-Gabriel in Civetta, la spedizione nelle Ande di Apolobamba e la conquista del Rondoy Norte (Cordigliera Huayhuash in Perù) insieme ad altre due cime andine.
Ma, come per Riccardo Cassin, anche per Oggioni vi furono cime negategli con discutibili motivazioni da Desio e dal C.A.I.: il K2 e il Gasherbrum IV.
Morì tragicamente nel 1961 in quella che viene ricordata come la tragedia del Freney: Bonatti, Oggioni e Roberto Gallieni si unirono a una cordata di quattro alpinisti francesi per salire il pilone Centrale del Frêney: una via di salita fino ad allora inviolata, nel gruppo del Monte Bianco. Dopo aver percorso più di metà della salita, furono investiti da un'ondata di maltempo eccezionalmente prolungata, che li bloccò in parete per un'intera settimana, e impedì loro sia di salire che di scendere. Infine decisero di tentare la discesa, ma solo in tre (Bonatti, Gallieni e Mazeaud) riuscirono a giungere vivi a valle. A lanciare l'allarme a Courmayeur furono le guide alpine Gigi Panei e Alberto Tassotti che, viste le condizioni climatiche proibitive e non avendo da giorni più notizie di Bonatti e compagni, salirono, nella bufera, fino al bivacco de La Fourche e scoprirono qual era la destinazione della cordata italo-francese. Panei comunicò la notizia all'avvocato e alpinista Toni Gobbi e così poterono partire i soccorsi guidati da Ulisse Brunod. Oggioni e tre francesi (Pierre Kohlmann, Robert Guillaume e Antoine Vieille) morirono, stroncati dal maltempo, per il freddo e lo sfinimento, prima di poter essere raggiunti dai soccorritori. "Non ce la faccio più", furono le sue ultime parole: aveva speso tutto se stesso per aiutare i compagni. Morì di notte al Colle dell'Innominata, tentando di giungere alla Capanna Gamba dove le squadre di soccorso stavano riposando, a un'ora dalla salvezza.
Dal 1948 al 1961 Andrea Oggioni prese carta e penna al termine di ogni sua ascensione per raccontarsi e confidare a se stesso le emozioni delle arrampicate compiute. Ne nacque, giorno dopo giorno, un diario poi pubblicato postumo.

## Galleria d'immagini

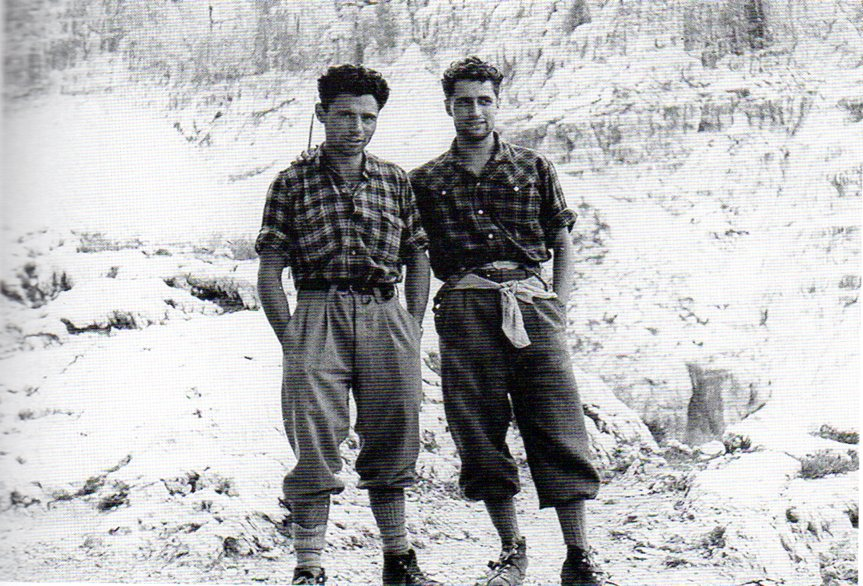
Luglio 1953. Andrea e Josve dopo la prima salita della parete est della Brenta Alta
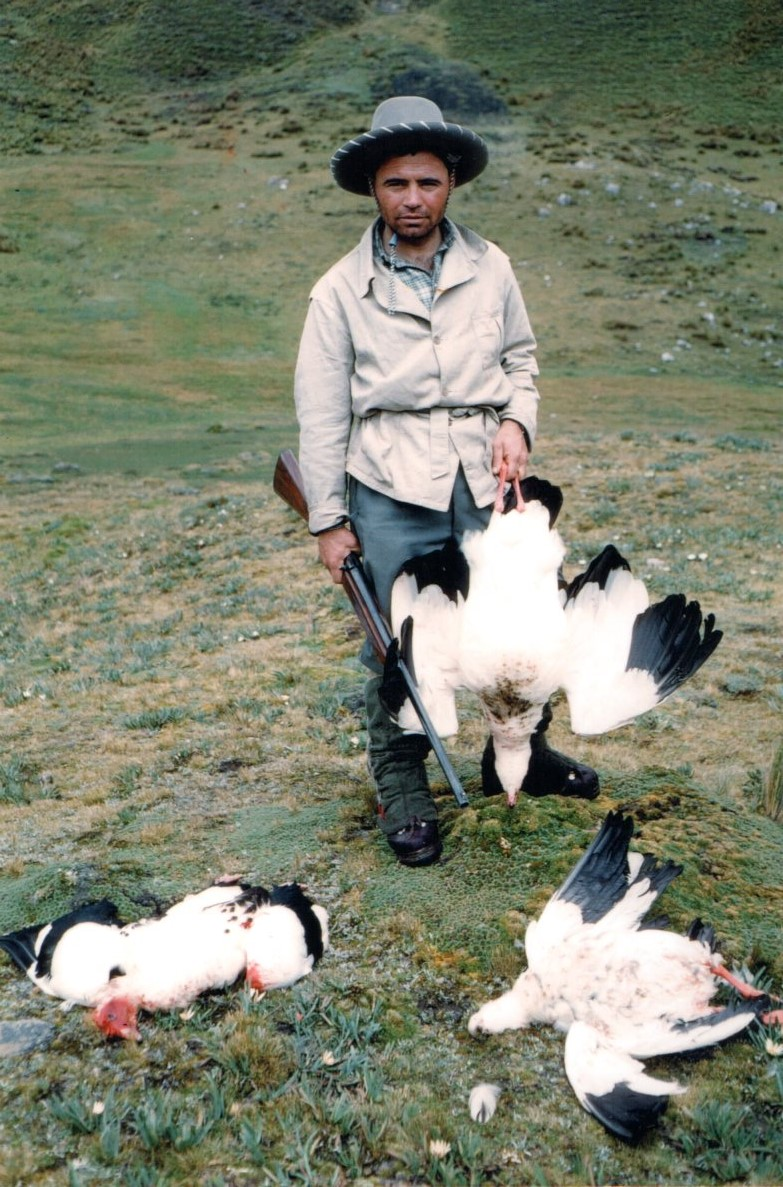
Oggioni in Perù dopo una battuta di caccia(1958).
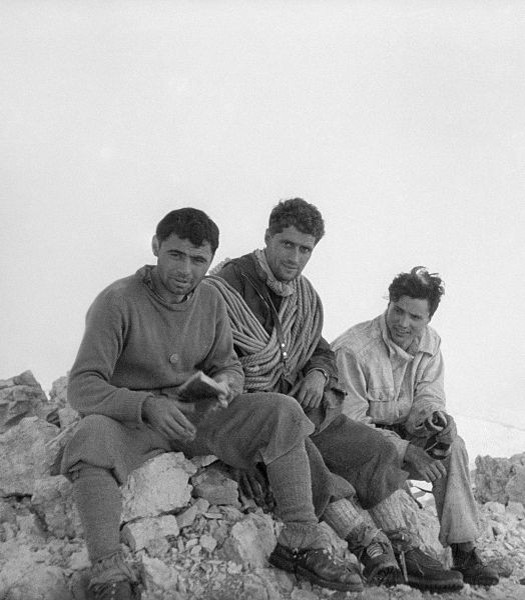
Da sinistra: Andrea Oggioni, Josve Aiazzi, Armando Aste. Sulla Cima d'Ambiez dopo aver aperto la via della concordia. Foto scattata da Angelo Miorandi.
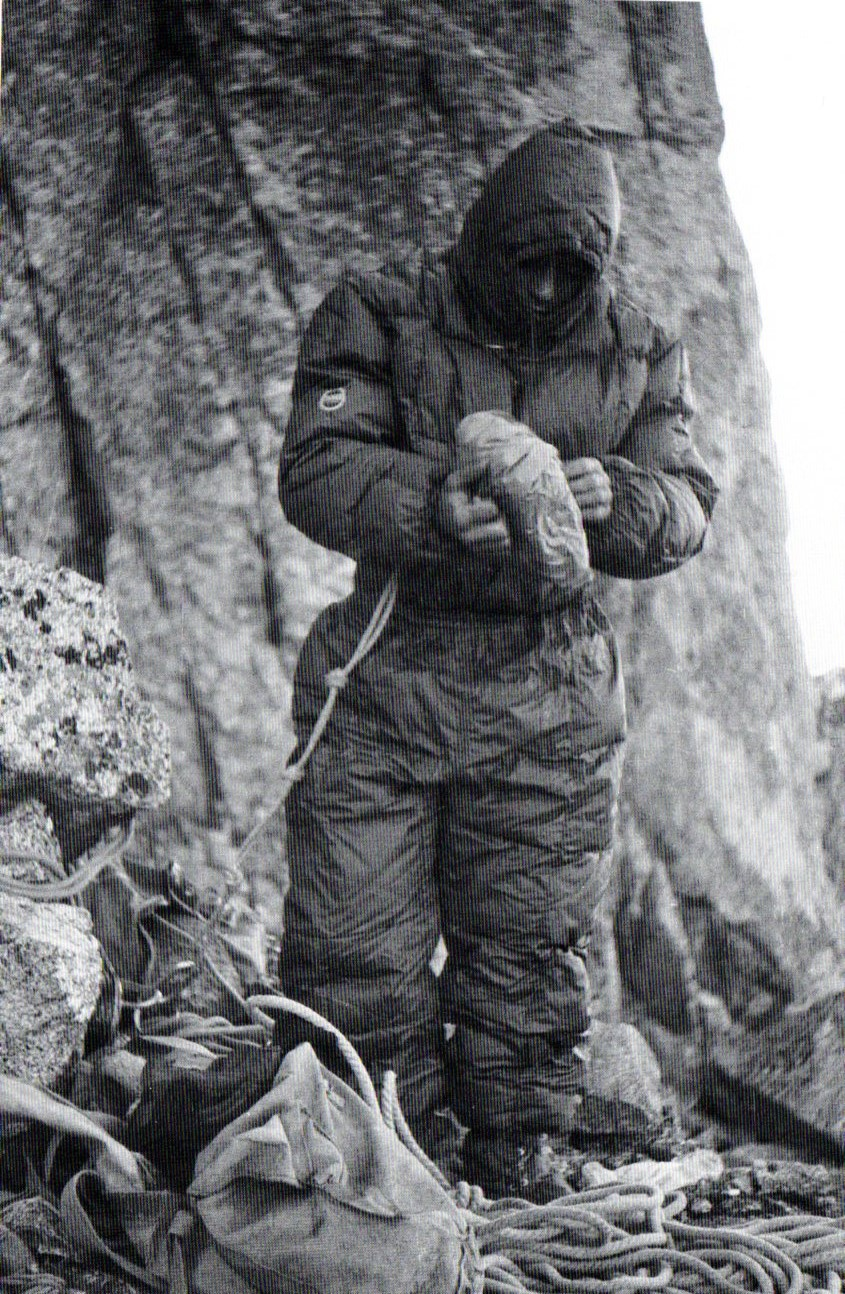
Uno dei durissimi bivacchi che Andrea Oggioni (nella foto) e Josve Aiazzi effettuavano per poter completare le loro ascese. Foto scattata da Josve sulla torre Bignami nel settembre del 1956.
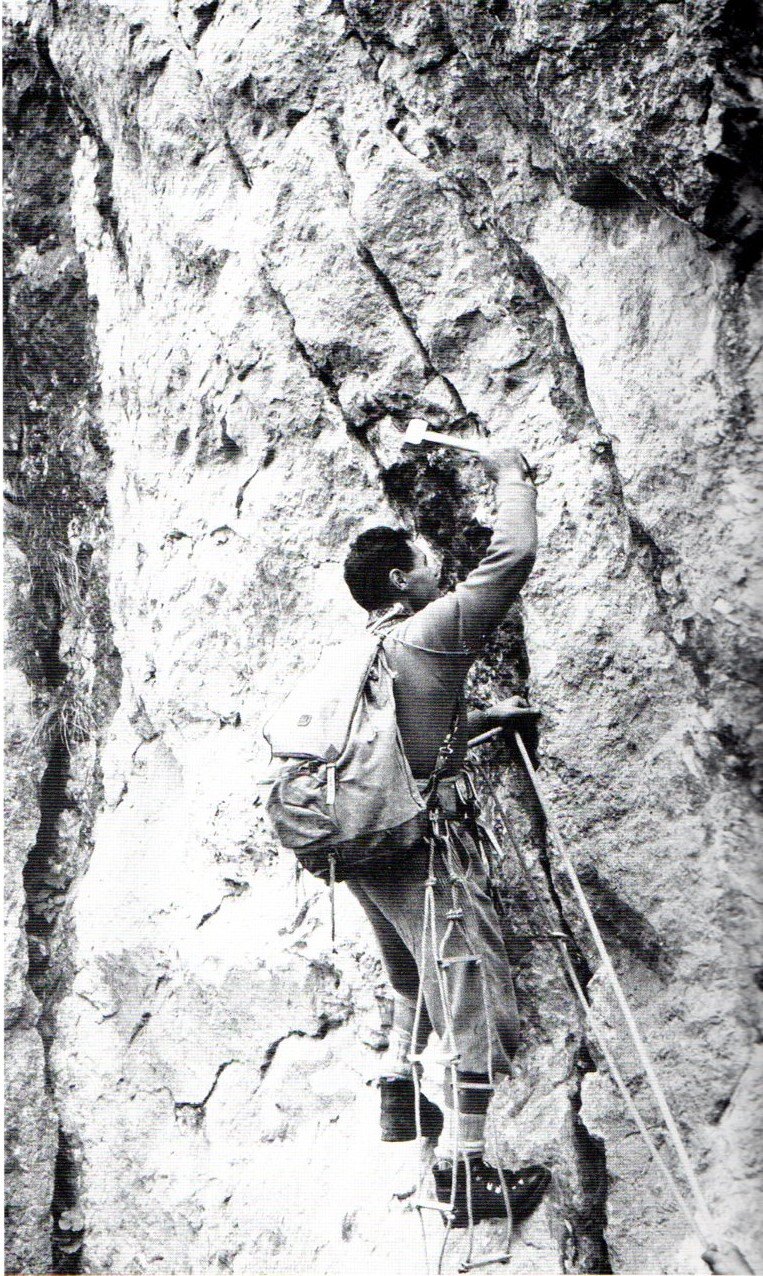
Oggioni arrampica in Grigna assicurato da Josve Aiazzi (1950).

### Opere
- 1991 La vita dello spirito nel ritmo delle cose. 160 pp, Tamari montagna, Bologna (Bo), ISBN 9788880430193
- 2001 - Le mani sulla roccia. 246 pp, Nordpress Edizioni, Chiari (BS), ISBN 88-85-38282-7
- 2003 - Diario Olografo. 157 pp, Nordpress Edizioni, Chiari (BS), collana "Campo Base", ISBN 88-88657-08-8
- 2012 - Le mani sulla roccia. 280 pp, Vivalda Editori, Torino, collana "I Licheni" ISBN 978-88-7480-179-4

## Filmografia
- Insieme all'amico e compagno Josve Aiazzi è protagonista del film "La Grignetta" di Renato Gaudioso. Il filmato vinse un premio al Trento film festival del 1953.
- Grimpeurs (2015) di Andrea Federico. Documentario sulla tragedia del Freney che vide coinvolte le cordate Bonatti-Mazeaud nel luglio del 1961.